# Gerald Tucker
Gerald Tucker, né le 14 mars 1922 dans le Comté de Douglas (Kansas) et décédé le 29 mai 1979, est un ancien joueur et entraîneur américain de basket-ball, évoluant au poste de pivot. 

## Palmarès
Joueur
- Champion AAU 1950

Entraîneur
- Champion AAU 1955
- Champion olympique 1956